# Культурная аналитика
Культурная аналитика (англ. Cultural Analytics) — область исследований, которая занимается изучением больших объёмов культурных данных, используя для этого методы визуализации и вычисления. Объектом исследований являются как оцифрованные культурные артефакты, так и цифровой медиа-контент.

## История
Термин «культурная аналитика» был введён в обращение теоретиком новых медиа профессором Львом Мановичем в 2007 году. В том же году Манович создал и возглавил исследовательскую лабораторию Software Studies Initiative, которая располагается в двух штабах: один в Нью-Йорке, второй в Сан-Диего. На счету лаборатории 30 завершённых проектов.
Непосредственное участие в развитии культурной аналитики принимает Национальный эндаумент гуманитарных наук. Агентство неоднократно выделяло гранты лаборатории Мановича, а также занимается поддержкой других инициатив и проектов в данной области.
Культурная аналитика относится к сфере цифровых гуманитарных наук, а в способах проведения исследований опирается на опыт и методологию визуальной аналитики и анализа данных.
Попытки понять и структурировать культурные и социальные явления предпринимались ещё до того, как стала возможна работа с большими данными и получение результатов в виде графиков, схем и презентаций. Например, в XIX веке французский инженер Шарль Жозеф Минар изобразил наступление Наполеона на Москву в виде подробного графика (1869). Пьер Бурдьё в XX веке исследует формирование вкуса парижан к произведениям искусства с точки зрения экономических и культурных различий, основываясь на обширном эмпирическом материале, и тем самым предугадывает изучение культуры и эстетики сквозь линзу больших данных. Итальянский социолог профессор Франко Моретти с 2005 года продвигает идею исследования массивов данных в области литературы.
От текстов к моделям, причем моделям, позаимствованным из трёх дисциплин, с которыми литературоведение практически или вовсе не соприкасается: графики из квантитативной истории, карты из географии и деревья из теории эволюции. Эти три модели действительно… абстрактны. Но результаты, при этом, как нельзя более конкретны: графики, карты и деревья помещают литературное поле, буквально, перед нашим взором — и показывают нам, как мало мы до сих пор о нём знаем. Это двойной урок, с привкусом унижения и эйфории одновременно: унижение — из-за осознания, чего история литературы успела к настоящему времени достичь (недостаточно), и эйфории — из-за понимания, сколько ещё остается сделать (очень многое).

## Объекты исследования
Объекты исследования, представляющие интерес для культурной аналитики, делятся Мановичем и его последователями на категории по нескольким критериям.

#### Классификация по природе объектов
- «Рождённые цифровыми» (англ. born digital): медиа-контент, созданный для цифрового пространства
- Оцифрованные, или «рождённые аналоговыми» (англ. born analog): физические или электронные объекты, оцифрованные в 1990-х. По факту, являются интерпретацией оригинального контента.

#### Классификация по содержанию
- Культурные артефакты («рождённые цифровыми» или оцифрованные)
- Данные о взаимодействии людей с цифровыми медиа (автоматически собранные компьютерами и другими устройствами)
- Онлайн-дискурс, сопутствующий или посвящённый культурной жизни, объектам культуры и процессу творчества

#### Классификация по конкретным форматам
- Культурные данные: фото, художественные изображения, музыка, дизайн, архитектура, фильмы, мультипликационная графика, игры, веб-сайты — то есть, фактические культурные артефакты, цифровые либо представленные с помощью цифровых медиа (например, фотографии зданий)
- Культурная информация: культурные новости и обзоры, опубликованные в интернете, — то есть, «расширенные метаданные» о перечисленных артефактах

## Технологии и методы исследований
Культурная аналитика завязана на использовании программного обеспечения. Процесс исследования начинается с поиска и изучения огромных массивов относящихся к культуре данных (например, коллекций изображений, баз данных социальных сетей), далее следует обработка как статичных изображений, так и видео. Результатом становятся числовые описания структуры и контента данных. Эти описания могут быть преобразованы в графики и проанализированы с точки зрения статистики, что позволяет выделить определённые черты, характерные для всего набора данных или, наоборот, выпадающие из общего ряда.
Используемые технологии варьируются от программ с открытым исходным кодом, которые можно загрузить на любой персональный компьютер, до более продвинутых инструментов, например, таких, как стена-дисплей высокого разрешения HIPerSpace (42,000 x 8000 пикселей). Лаборатория Software Studies Initiative занимается как самими исследованиями, так и разработкой ПО для их проведения.

## Примеры исследований
На сегодняшний день техники культурной аналитики были применены к фильмам, анимации, видеоиграм, комиксам, журналам, книгам, художественным изображениям, фотографиям и многим другим видам медиа-контента.
На сайте лаборатории Software Studies Initiative публикуется список проведенных исследований. Среди них такие проекты как, например, Selfiecity — обработка селфи жителей разных городов и выявление общих черт, Manga Style Space — обработка миллиона страниц японских комиксов манга, а также обработка и сравнение между собой всех оцифрованных картин Марка Ротко.

## Цели
Главная теоретическая цель культурной аналитики заявлена Мановичем следующим образом: по-новому взглянуть на базовые культурные концепции и методы, открыть с помощью больших данных и вычислительных техник новые пути визуализации и понимания человеческой культуры, её настоящего и прошлого.
Лаборатория Software Studies Initiative занимается поиском ответов на конкретные теоретические и практические вопросы:
- Какими новыми теоретическими концепциями и моделями придётся оперировать, исследуя культуру, рождённую в цифре?
- Как совместить вычислительные техники и анализ массивов данных с традиционными гуманитарными методологиями?
- Как обнаружить закономерности в миллиардах изображений и видео?
- Как исследовать опыт и процесс взаимодействия с интерактивными медиа?
- Как сделать компьютерную визуализацию и анализ цифровых изображений доступными для исследователей и студентов, не имеющих продвинутой техники?

## Критика
Некоторые исследователи и публицисты критически высказываются об идеях Мановича и его проектах. В частности, кажутся неясными цели и теоретические гипотезы.
Культурная аналитика не способна внятно продемонстрировать — во всяком случае, пока — скрупулёзную критическую интерпретацию и самоанализ, которые действительно могли бы открыть новые направления анализа, скажем, кино, и превратить все эти данные и информацию в новый аргумент или гипотезу о культуре.
Также поднимаются вопросы, по какому принципу составляются наборы данных для анализа, какие культурные артефакты остаются за рамками и насколько полным можно считать такое исследование.